# Olivier Lamarre
Olivier Lamarre (* 16. November 1970 in Bourges) ist ein ehemaliger französischer Fußballschiedsrichter.
In der Saison 2004/2005 pfiff Lamarre erstmals Spiele in der zweiten und dritten Liga. 2007/2008 leitete er insgesamt 13 Spiele in der ersten französischen Liga. In der zweiten Liga kam er auf 67 Einsätze. Dazu pfiff der Referee mehrere Pokalspiele, kam allerdings zu keinen internationalen Einsätzen. Nach seiner Schiedsrichterkarriere wurde Lamarre zum Leiter des Kernkraftwerks Chooz.